# 浙江潮 (日本)
浙江潮為一杂志名。1903年2月出版于日本东京，月刊，共出十二期（一说十期）。由留学日本的浙江学生同乡会编辑。所载多作反清民族革命的宣传。每期有社说、哲理、历史、地理、大势、记事等项。
主编人为孙翼中、蒋方震、马君武等。